# Divača vasútállomás
A Divača vasútállomás (szlovénul: Železniška postaja Divača) a szlovéniai Divača egyik jelentős vasútállomása. 1857-ben nyitották meg, és az olasz határ közelében található, határ-vasútállomás, a szlovéniai Ljubljana és az olasz Trieszt közötti fő vasútvonalon.

## Vasútvonalak
Az állomást az alábbi vasútvonalak érintik:

## Kapcsolódó állomások
A vasútállomáshoz az alábbi állomások vannak a legközelebb:

## Popkultúra
Agatha Christie híres 1934-es Gyilkosság az Orient expresszen c. regényének végén itt lépik át az utasok az olasz határt a Simplon-Orient expresszel.